# Hôtel d'Eltz
Pour l’article homonyme, voir Hôtel d'Eltz (Thionville).
L'hôtel d'Eltz est un monument historique situé à Mayence, dans le Land allemand du Rhénanie-Palatinat.

## Localisation
Ce bâtiment est situé au rue Bauhofstraße 3/5 coin Mittlere Bleiche à Mayence.

## Historique
L'origine de l'hôtel remonte au XVIIIe siècle. L'hôtel d'Eltz a été construite 1742-1743 au nom de Anselme-Casimir dite “Faust von Stromberg”, comte d'Eltz, le neveu de archevêque et prince-électeur de Mayence Philipp Karl von Eltz. La course au coin de la rue verges Eltzer former plus tard, un développement de bloc unifié avec les écuries électorales.dans le coin Bauhofstraße (rue vers l'atelier) et le « premier parallele de Grand Rue » secteur E sur « Le guide de la ville de Mayence de 1800 ». L'hôtel et a une assez rare pour ce temps sur la simplicité. Les parties du bâtiment sont divisés par des lésènes à bossages, recouvert d'une « toit à la Mansart » et seulement orné par deux portails baroques. Dans le voisinage se trouve immédiat la Golden-Ross-Kaserne (caserne du cheval d'or) et l'ancienne écurie du Prince Electeur, construite en 1766-1767. 1774 a repris les chiffres de Eltz la succession hôtel Dalberg-Hammelburg et encadré le long de la hôtel d'Eltz voisin, depuis lors, également par les tribunaux Eltzer parler. Pas plus tard que Août 1792 le ministre Johann Wolfgang von Goethe visité le fonctionnaire prussien Heinrich Friedrich Karl vom Stein, les loges là.
L'hôtel, sévèrement endommagée pendant les bombardements aériens de Mayence de la vieille ville (Mainz-Altstadt) en 1942, a été entièrement reconstruite pendant 1964 et 1970. A partir de 2018, l'ensemble a été réhabilité selon les plans des architectes de Wiesbaden « Willen Associates ». Le palais de la noblesse a été partiellement démoli et dénoyauté, seules les façades ont été conservées. Pour ce faire, une brèche a été pratiquée dans la façade elle-même afin de faciliter techniquement la démolition. En août 2024, l'immeuble rénové a été présenté aux médias.